# Ramnefjellsfossen
Ramnefjellsfossen (znany także jako Utigardsfossen lub Utigard) – wodospad w zachodniej Norwegii, w okręgu Vestland; jeden z najwyższych wodospadów na świecie. 

## Geografia
Wodospad leży w Utigardselva na terenie gminy Stryn w okręgu Vestland w zachodniej Norwegii .
Ramnefjellsfossen znajduje się w pobliżu gór Ramnefjellet (1780 m n.p.m.) i Ramnefjellsbreen . Jego całkowita wysokość wynosi 808 metrów, co czyni go jednym z najwyższych wodospadów na świecie .